# Magyar kitüntetések viselési sorrendje az 1979-es állapotnak megfelelően
A Magyar Népköztársaság Elnöki Tanácsa által adományozott kitüntetések viselési sorrendje 1979-ben az alábbiakban olvasható. Félkövér szedéssel az akkor még adományozható, normál szedéssel a még viselhető, de már nem adományozható kitüntetések; egy sorban szerepelnek az egyenrangú kitüntetések.
1. Szocialista Munka Hőse – A Magyar Népköztársaság Hőse
2. Magyar Népköztársaság Érdemrendje
3. Magyar Népköztársaság gyémántokkal ékesített Zászlórendje – Magyar Népköztársaság Zászlórendjének gyémántokkal ékesített I. fokozata
4. Béke és Barátság Érdemrend
5. Magyar Népköztársaság rubinokkal ékesített Zászlórendje
6. Magyar Népköztársaság Zászlórendje I. fokozata
7. Szocialista Hazáért Érdemrend
8. Magyar Népköztársasági Érdemrend I. fokozata
9. Kossuth Érdemrend I. osztálya
10. Magyar Népköztársaság babérkoszorúval ékesített Zászlórendje – Magyar Népköztársaság Zászlórendje II. fokozata
11. Magyar Népköztársaság Zászlórendje – Magyar Népköztársaság Zászlórendje III. fokozata
12. A Munka Vörös Zászló Érdemrendje – Vörös Zászló érdemrend
13. Magyar Népköztársasági Érdemrend II. fokozata
14. Magyar Szabadság Érdemrend ezüst fokozata
15. Kossuth Érdemrend II. osztálya
16. Szocialista Magyarországért Érdemrend
17. Munka Érdemrend arany fokozata – Munka Érdemrend – Vörös Csillag Érdemrend
18. Magyar Munka Érdemrend arany fokozata
19. Magyar Népköztársasági Érdemrend III. fokozata
20. Kossuth Érdemrend III. osztálya
21. Magyar Népköztársaság Zászlórendje IV. fokozata
22. Magyar Népköztársasági Érdemrend IV. fokozata
23. Magyar Szabadság Érdemrend bronz fokozata
24. Magyar Munka Érdemrend ezüst fokozata
25. Magyar Népköztársaság Zászlórendje V. fokozata
26. Magyar Népköztársasági Érdemrend V. fokozata
27. Munka Érdemrend ezüst fokozata – Szocialista Munkáért Érdemérem – Kiváló Szolgálatért Érdemrend – Kiváló Szolgálatért Érdemérem
28. Magyar Népköztársasági Érdemérem arany fokozata
29. Magyar Munka Érdemrend bronz fokozata
30. Magyar Népköztársasági Sportérdemérem arany fokozata
31. Munka Érdemrend bronz fokozata – Munka Érdemérem – Szolgálati Érdemérem
32. Magyar Népköztársasági Érdemérem ezüst fokozata
33. Magyar Munka Érdemérem
34. Magyar Népköztársasági Sportérdemérem ezüst fokozata
35. Magyar Népköztársasági Érdemérem bronz fokozata
36. Magyar Népköztársasági Sportérdemérem bronz fokozata
37. „48-as” Díszérem
38. Tanácsköztársasági emlékérem
39. Felszabadulási Jubileumi Emlékérem

A jobb oldalon kellett viselni: a Köztársasági Elnök Elismerésének (arany, ezüst, bronz) koszorúját.
Megjegyzés: 1969-től a sportkitüntetéseket a Minisztertanács adományozta, így azok viselési sorrendje abba a listába illeszkedett.